# 天主教馬魯阿-莫科洛教區
天主教馬魯阿-莫科洛教區（拉丁語：Dioecesis Maruana-Mokolensis）是喀麥隆一個羅馬天主教教區，為加魯阿總教區的附屬教區。
教區前身是一個宗座監牧區，成立於1968年3月11日，1973年1月29日升為教區。
教區位於極北區西部，座位於馬魯阿。2004年有教友43,420人（佔轄區總人口2.1%）、三十九個堂區、五十二名司鐸。現任教區主教為布魯諾·阿帖巴·依多（Bruno Ateba Edo）。

## 歷任教長
1. 雅克‧若瑟‧方濟‧德貝爾農（1968年3月11日－1993年9月22日）
2. 斐理伯‧阿爾伯‧若瑟‧史蒂文斯（1994年11月11日－2014年4月5日）
3. 布魯諾·阿帖巴·依多（2014年4月5日－）